# 한국 근무단
한국 지원단(영어: Korean Service Corps (KSC)) 또는 미 8군 지원단(영어: Korean Service Corps Battalion) 혹은 한국 노무단은 주한 미군의 육군 구성군인 제8군 예하 제19원정지원사령부, 주한 육군 물자 지원 사령부(MSC-K)에 예속된 지원 부대로, 주한 미군에 대한 전투지원 및 전투근무지원을 맡고 있다. 평시에는 대한민국 민간인 약 2,000여명으로 구성된 18개 중대가 편성되며, 전시에는 약 2만여명으로 증원된다.

## 역사
1950년 7월 26일 제8군 사령관인 월턴 워커 중장의 긴급 지원 요청에 따라 창설되었다. 최초에는 민간인 수송단 또는 운송단(영어:  Civilian Transportation Corps (CTC))으로 불리었으며, 국가 긴급 동원령에 따라 노무자로 징집된 민간인으로 구성되었다. 국제 연합군은 노무자들이 짊어지는 지게가 영어 알파벳 "A"와 닮은꼴이라 하여 그들을 "A Frame Army로 불렀다.
1951년 5월, 한국 근무단의 활약을 높이 평가한 제임스 밴 플리트 중장은 제8군 예하 지원단으로 재편성하고, 부대는 3개 사단과 2개 여단으로 점차 증편하였다.
|      | 사망자  | 부상자  | 실종자  |
| ---- | ------- | ------- | ------- |
| 인원 | 2,064명 | 4,282명 | 2,448명 |

1994년 7월 16일, KSC는 13개 중대로 편성된 대대 편제로 재조직화되었다.
2005년 11월 8일, 제702여단지원대대에서 중장비 수송임무를 이양받은 제7중대가 창설되었다.
2010년 6월 10일, 창설 60주년을 맞이하였다.

## 산하 조직

### 6.25 전쟁
| 명칭                 | 지휘관      | 본부          | 활동 기간           |
| -------------------- | ----------- | ------------- | ------------------- |
| 제101노무사단        | 대령 김응조 | 경기도 의정부 | 1951년 5월 ~ 1963년 |
| 제103노무사단        | 대령 박시창 | 강원도 인제   | 1951년 5월 ~ 1955년 |
| 제105노무사단 (예비) | 대령 김관오 | 강원도 춘천   | 1951년 5월 ~ 1953년 |
| 제100노무여단        | 대령 오광선 | 강원도 속초   | 1953년 1월 ~ 9월    |
| 제200노무여단        | 대령 이량   | 강원도 화천   | 1952년 3월 ~ 9월    |

### 현재
- 대대 본부 및 본부중대; 2009년 9월 4일, 캠프 킴
- KSC 프로세싱센터; 1951년 9월, 대구(본부), 분견대(서울 용산, 인천)
- 제1중대; 1952년, 캠프 케이시 제7보병사단 지원
- 제2중대
- 제6중대
- 제7중대 (중장비수송)(7th KSC Company (HET))[5][6]; 2005년 11월 10일, 창설
- 제8중대; 1976년, 캠프 페이지 제4미사일사령부 지원
- 제9중대; 1951년, 제1기병사단 지원
- 제12중대; 1967년, JSA 지원단 지원; 2001년 5월 22일, 재창설
- 제15중대; 1954년, 캠프 레드 클라우드 제1군단 특수병력대 지원
- 제16중대; 1954년, 캠프 에세이욘 제14공병대대 B중대 지원
- 제19중대; 1950년, 제1309공병단; 2019년 6월 1일, 캠프 험프리스
- 제22중대; 1972년, 캠프 험프리스, 제23지원단 지원
- 제28중대; 1958년 5월 서울 태평동 제76공병대대  지원
- 제32중대; 1970년, 제19지원사령부 대구 지역시설기술
- 제33중대; 1958년, 캠프 롱 제44,76공병대대 지원
- 제34중대; 2019년 6월 1일, 캠프 험프리스 제8군 본부 및 주한 미군 본부 직접 지원
- 제36중대; 2006년 3월 24일, 캠프 캐럴 APS-4 임무 지원

## 기록

### 소속
1. 제8군
  - 1955년 3월 15일, G-1 인사처
  - 1962년 9월 15일, G-5
  - 1971년 4월 15일, G-1
  - 1971년, G-3
  - 1999년 4월 1일, 제8군 참모장(CofS)?
2. 2013년 1월 15일, 제19원정지원사령부
3. (시기불명), 주한 물자지원사령부

### 계보
- 1951년 3월, Civilian Transportation Corps (CTC)→민간(수송/운송)단
- 1951년 7월, Korean Service Corps (KSC)→한국 (근무/노무)단

## 같이 보기
- 카투사
- 민간인노무단, 미국 유럽 육군

## 참고
1. 1 2  “미 육군 한국근무단 창설 60주년 기념식 열려”. 주미 한국 대사관. 2010년 6월 10일. 2011년 3월 7일에 원본 문서에서 보존된 문서. 2012년 10월 22일에 확인함.
2. ↑  “대한민국과 미합중국간의 한국노무단의 지위에 관한 협정”. 고용노동부 정책자료실. 2006년 3월 30일. 2020년 7월 24일에 확인함.
3. ↑  양영조 (2007년 12월 1일). “근무부대(KSC)”. 국가기록원. 2012년 10월 22일에 확인함.
4. ↑  임병도 (2012년 6월 25일). “한국전쟁의 숨은 영웅 ‘A특공대‘를 아십니까?”. 진실의 길. 2018년 3월 27일에 원본 문서에서 보존된 문서. 2012년 10월 22일에 확인함.
5. 1 2  Robson, Seth (2005년 11월 13일). “7th Korean Services Corps assumes transportation role” (영어). 스타스 앤 스트립스. 2017년 1월 28일에 확인함.
6. ↑  Armstrong, Michael (2016년 5월 10일). “Owning the Night, Heavy Equipment Transportation Company Moves a Fleet” (영어). 미국 육군 공보실. 2016년 5월 16일에 확인함.

- “Korean Service Corps Battalion” (영어). 제19원정지원사령부 공보부. 2014년 10월 29일. 2016년 3월 4일에 원본 문서에서 보존된 문서. 2015년 11월 18일에 확인함.